# 傅神童
傅神童（?—?），又作傅元淑，唐朝衛州汲县（今河南省汲县）人，殿中侍御史傅交益之子，傅游藝之兄。
載初年间，傅游藝上書献符瑞，由合宮主簿、左補闕，升任給事中，鸞臺侍郎、同鳳閣鸞臺平章事，傅神童為地官侍郎（户部侍郎）、冬官尚書（工部尚书）。武则天改唐为周，廢唐宗廟，自稱皇帝，賜傅游藝姓武氏，傅游藝夢到登上湛露殿，醒来对亲人言讲，有人告他謀反者，于是下獄自殺，以五品禮安葬。傅游藝子孙被禁锢不得做官。傅神童之子傅伯玉；傅黃中，官至司勳郎中。